# Daïra de Magra
La Daïra de Magra est une circonscription administrative algérienne située dans la wilaya de M'Sila. Son chef-lieu est situé sur la commune éponyme de Magra.
La daïra regroupe les cinq communes de Magra, Berhoum, Aïn El Khadra, Belaiba et Dehahna.